# Friedrich Kuhlau
Friedrich Daniel Rudolf Kuhlau (ur. 11 września 1786 w Uelzen, zm. 12 marca 1832 w Kopenhadze) – niemiecko-duński kompozytor klasyczny i romantyczny.
Urodzony w Niemczech, po utracie prawego oka w wypadku ulicznym w wieku lat siedmiu, uczył się gry na fortepianie w Hamburgu. Jego ojciec, dziadek i wujek byli oboistami. Chociaż Kuhlau urodził się w biednej rodzinie, jego rodzice płacili za lekcje gry na fortepianie. W roku 1810, uciekł do Kopenhagi, by uniknąć służby wojskowej w armii napoleońskiej, która opanowała północne Niemcy, a w roku 1813 został obywatelem Danii. Oprócz długich podróży, mieszkał tam aż do śmierci. Podczas życia, był znany głównie jako pianista oraz kompozytor oper, ale popularyzował też dzieła Beethovena, które podziwiał w Kopenhadze. Biorąc pod uwagę, że w 1831 r. jego dom w Lyngby (koło Kopenhagi) spłonął, niszcząc niepublikowane rękopisy, był płodnym kompozytorem, zostawił ponad 200 utworów w wielu gatunkach. Ludwig van Beethoven, którego Kuhlau znał osobiście, wywarł największy wpływ na jego muzykę.
Napisał koncert fortepianowy oraz wiele utworów na fortepian w różnych ówczesnych gatunkach: sonaty, sonatiny, walce, ronda i wariacje. Stworzył także kilka dzieł smyczkowych (trzy kwartety i trzy kwintety smyczkowe), utwory muzyki użytkowej oraz kilka oper. Jednak jego najczęściej nagrywanymi i grywanymi dziełami są sonatiny fortepianowe i liczne utwory na flet, przez co otrzymał przydomek „Beethovena fletu”.
Podczas gdy Kuhlau uznawany jest za pomniejszego kompozytora, w Danii uwertura do opery Elverhøj („Elfowe Wzgórza”) cieszy się szczególną popularnością z uwagi na użycie w niej hymnu królewskiego Kong Christian stod ved højen mast. W roku 1976 uwertura ta stała się ważnym elementem akcji popularnej komedii filmowej Gang Olsena wpada w szał (Olsen-banden ser rødt), z serii Gang Olsena.